# Alteracja (powieść)
Alteracja (tytuł oryg. The Alteration) – powieść fantastycznonaukowa brytyjskiego pisarza Kingsleya Amisa, opublikowana w 1976 roku, w Polsce wydana przez Dom Wydawniczy „Rebis” w 1994 r. w serii Salamandra, w tłumaczeniu Przemysława Znanieckiego. W 1977 książka otrzymała Nagrodę Campbella.

## Fabuła
Powieść to historia alternatywna osadzona w świecie, w którym nie miała miejsce reformacja. Bohaterem jest dziesięcioletni chórzysta Hubert Anvil, posiadacz głosu tak pięknego, że władze kościelne chcą poddać go tytułowej alteracji, czyli kastracji.
W treści książki pojawiają się postaci historyczne, m.in. Ławrientij Beria czy Heinrich Himmler (jako wysłannicy Świętego Oficjum, Monsignor Lavrentius i Monsignor Henricus), a bohaterowie powieści czytają powieść Philipa K. Dicka Człowiek z Wysokiego Zamku. Pojawiają się także wariacje innych książek istniejących w naszej rzeczywistości: „Podróże świętego Lemuela” (czyli Podróże Guliwera), „O czym szumi w klasztorach” (O czym szumią wierzby), opowieści o księdzu Bondzie (James Bond), „Władca monstrancji” (Władca Pierścieni), czy „Przebudzenie bazyliszka” J. B. Harrisa (Przebudzenie Krakena Johna Wyndhama).